# Marlen Haushofer
Marlen Haushofer, nata Marie Helene Frauendorfer (Frauenstein, 11 aprile 1920 – Vienna, 21 marzo 1970), è stata una scrittrice austriaca.

## Biografia
Marlen Haushofer nasce l'11 aprile 1920 a Molln, un comune dell'Alta Austria, da Heinrich Frauendorfer, guardia forestale, e Maria Leitner, domestica. Dal 1930 frequenta il convento delle Orsoline e nell'anno scolastico 1938/39 viene ammessa al Gymnasium der Kreuzschestern di Linz, un liceo privato confessionale che, a seguito di un'ordinanza di chiusura, verrà convertito in scuola pubblica dalle autorità naziste. Nel 1939 ottiene il diploma di maturità, e subito dopo viene inviata a svolgere il servizio obbligatorio nel Reichsarbeitsdienst a Christburg sul confine tedesco-polacco.
Nel 1940 si iscrive alla facoltà di Lettere dell'Università di Vienna e successivamente a Graz, senza concludere tuttavia gli studi.
Nel 1941 sposa il dentista Manfred Haushofer, mentre è incinta di Christian, avuto da un'altra relazione. Alla sua nascita, e fino all'età di quattro anni, Christian vivrà in Baviera, sotto le cure della madre di un'amica di Marlen, Trude Lauxn. Nel 1943 la coppia avrà un altro figlio, Manfred, e nel 1947 si trasferirà a Steyr, dove Marlen vivrà per tutta la vita. Nel 1950 Marlen si separa dal marito, continuando tuttavia a condividere con lui la casa, e nel 1958 i due si risposeranno.
Dal 1946 la scrittrice pubblica piccoli racconti in quotidiani e riviste, come Lynkeus e Neue Wege. Raggiunge il successo nel 1952 con la novella Il quinto anno (Das fünfte Jahr), che narra un anno della vita di un bambino di nome Marili, e l'anno successivo riceve grazie a quest'opera il Premio di Stato per la letteratura (Staatlicher Förderungspreis für Literatur). L'abilità letteraria della Haushofer viene appoggiata e apprezzata da scrittori del calibro di Hans Weigel e Hermann Hakel. Nel 1958 pubblica Abbiamo ucciso Stella (Wir toten Stella), racconto di una tragedia familiare.
Il romanzo La parete (Die Wand), pubblicato nel 1963 e adattato cinematograficamente nel 2012, diventerà la sua opera più nota.
Nel 1966 dà alle stampe Un cielo senza fine (Himmel der niergendwo endet), racconto autobiografico sulla sua infanzia che ha come protagonisti la scrittrice stessa e il fratello.
Nel 1968 riceverà per la seconda volta il Premio di Stato austriaco per la letteratura per il libro di racconti Schreckliche Treue. Nel settembre 1969 viene pubblicato il suo ultimo romanzo La Mansarda (Die Mansarde), che sarà accolto da pareri discordanti della critica, e stroncato dalla Frankfurter Allgemeine Zeitung.
Il 21 marzo 1970, all'età di 49 anni, muore a Vienna per un cancro alle ossa. L'urna delle sue ceneri si trova nel cimitero di Tabor a Steyr.
Le sue qualità di scrittrice e la sua produzione letteraria verranno presto dimenticate. Negli anni ottanta i movimenti femministi, le ricerche nel campo della letteratura femminile, e la riedizione nel 1984 dei suoi romanzi, contribuiranno ad una nuova ricezione delle sue opere tra il pubblico.

## Opere
L'opera di Haushofer mette in luce, attraverso gli aspetti della vita quotidiana, la difficile condizione delle donne della classe media nella società austriaca della metà del XX secolo: la difficoltà ad avere e manifestare una propria opinione, svolgere un'attività intellettuale, mantenersi economicamente, accettare i ruoli imposti da una società fortemente maschilista. La sua scrittura si fa manifesto di questa situazione sistematica di svantaggio e di freno all'emancipazione, presentando una società ancorata su valori tradizionali che non lascia spazio alle questioni esistenziali e al diritto alla felicità individuale.
Nei suoi romanzi e racconti si incontrano donne imprigionate nella loro quotidianità, sole e abbandonate al loro destino, che cercano tuttavia di crearsi uno spazio in cui poter realizzare qualcosa che nella vita di tutti i giorni viene loro negato. Marlen Haushofer parte spesso da esperienze personali, approfondendone la descrizione e lo sviluppo: "tutti i personaggi dei miei romanzi sono parte di me".
I temi principali che dominano le sue opere sono la solitudine, l'isolamento, la prigionia, il conflitto con i valori e le regole vigenti.
La sua biografa, Daniela Strigl, suggerisce un parallelo tra Haushofer e la scrittrice austriaca Ingeborg Bachmann, in quanto entrambe avrebbero rappresentato le strutture fortemente patriarcali della società austriaca, nella quale donne e bambini risultavano oppressi e condannati ad essere assoggettati a rigide norme sociali.

### Opere principali
- Das fünfte Jahr (Il quinto anno). Novelle, 1952
- Eine Handvoll Leben (Una manciata di vita). Roman, 1955
- Die Vergißmeinnichtquelle (La fonte del nontiscordardimé). Erzählungen, 1956
- Die Tapetentür (La porta nascosta dalla tappezzeria). Roman, 1957
- Wir töten Stella (Abbiamo ucciso Stella). Erzählung, 1958
- Die Wand (La parete). Roman, 1963
- Himmel, der nirgendwo endet (Un cielo senza fine). Roman, 1966
- Lebenslänglich (A vita). Erzählungen, 1966
- Schreckliche Treue (Spaventosa fedeltà). Erzählungen, 1968
- Wohin mit dem Dackel? (Dove si va col bassotto?). Jugendbuch, 1968
- Die Mansarde (La mansarda). Roman, 1969
- Schlimm sein ist auch kein Vergnügen (Essere cattivi non è un piacere). Kinderbuch, 1970
- Begegnung mit dem Fremden (Incontro con lo straniero). Gesammelte Erzählungen, 1985

### Traduzioni italiane
- Marlen Haushofer, La parete, traduzione dal tedesco di Ingrid Harbeck, Roma, E/O, 1995, ISBN 88-7641-070-8.
- Marlen Haushofer, Abbiamo ucciso Stella e altri racconti, traduzione dal tedesco e postfazione di Palma Severi, Roma, E/O, 1993, ISBN 88-7641-163-1.
- Marlen Haushofer, Un cielo senza fine, traduzione dal tedesco di Palma Severi, postfazione di Anita Raja, Roma, E/O, 1991, ISBN 88-7641-115-1.
- Marlen Haushofer, La mansarda, traduzione dal tedesco e postfazione di Palma Severi, Roma, E/O, 1994, ISBN 88-7641-219-0.

## Riconoscimenti
- 1953 Premio di riconoscimento statale per la letteratura (Staatlicher Förderungspreis für Literatur)
- 1956 Premio del fondo Theodor-Körner.
- 1962 Premio Arthur-Schnitzler
- 1965 Premio per la letteratura infantile della città di Vienna (Kinderbuchpreis der Stadt Wien)
- 1967 Premio per la letteratura infantile della città di Vienna (Kinderbuchpreis der Stadt Wien)
- 1968 Premio statale austriaco per la letteratura (Staatlicher Förderungspreis für Literatur)